# Cercle mixtilinéaire d'un triangle

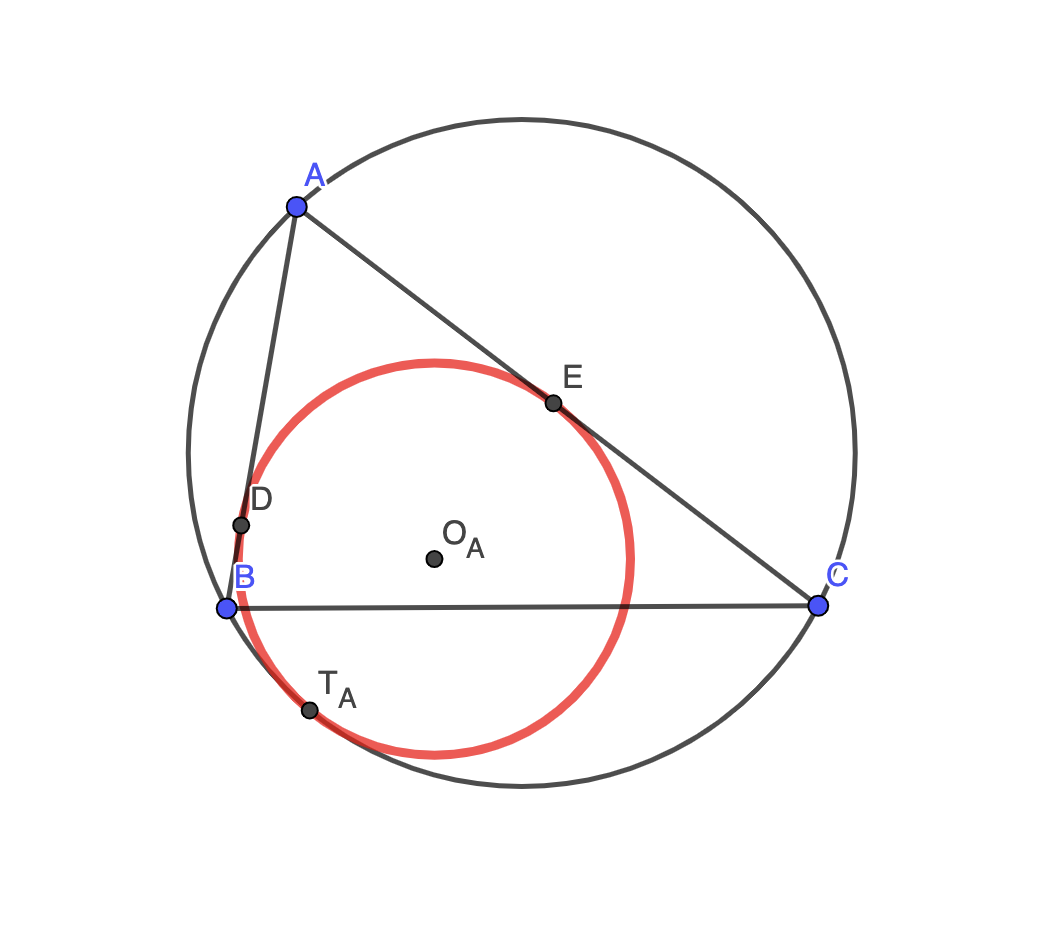
Cercle -mixtilinéaire inscrit dans un triangle

En géométrie, un cercle mixtilinéaire d'un triangle est un cercle tangent à deux de ses côtés et intérieurement tangent à son cercle circonscrit. Chaque triangle a trois cercles mixtilinéaires uniques, correspondant à chaque sommet du triangle.

## Existence et unicité
On prouve l'existence d'un seul des trois cercles mixtilinéaires par symétrie. Le cercle A-exinscrit (tangent extérieurement au côté BC) du triangle {\displaystyle ABC} est unique.
Soit {\displaystyle \Phi } la composée de l'inversion de pôle A et de rapport {\displaystyle {\sqrt {AB\cdot AC}}}, et de la réflexion par rapport à la bissectrice en A. {\displaystyle \Phi } échange les sommets B et C et échange le centre du cercle inscrit avec le centre du cercle A-exinscrit. Puisque l'inversion et la réflexion sont bijectives et conservent les points de contact, {\displaystyle \Phi } fait de même. Ainsi, l'image du cercle A-exinscrit sous {\displaystyle \Phi } est un cercle tangent intérieurement aux côtés AB, AC et au cercle circonscrit de ABC, c'est un cercle A-mixtilinéaire inscrit.
La même application {\displaystyle \Phi } appliquée à un cercle mixtilinéaire associé au sommet A montre qu'il est unique.

## Construction
1. On construit d'abord le centre inscrit {\displaystyle I} par intersection des bissectrices.
2. La droite passant par {\displaystyle I} perpendiculaire à {\displaystyle AI}  intersecte {\displaystyle AB} et {\displaystyle AC} aux points {\displaystyle D} et {\displaystyle E} respectivement. Ce sont les points de tangence du cercle mixtilinéaire.
3. Les perpendiculaires à {\displaystyle AB} et {\displaystyle AC} passant par les points {\displaystyle D} et {\displaystyle E} respectivement se croisent en un point noté {\displaystyle O_{A}}, qui est le centre du cercle mixtilinéaire.

Cette construction est possible, avec le lemme suivant :

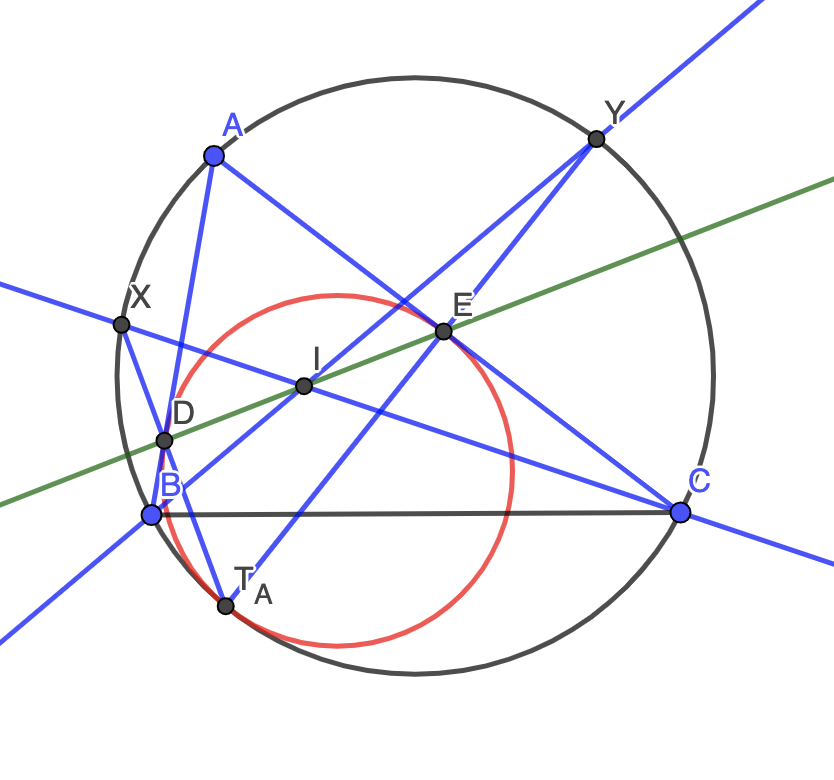
Construction du cercle mixtilinéaire.

Lemme — Le centre du cercle inscrit est le milieu des points de contact du cercle mixtilinéaire aux deux côtés du triangle.

## Quelques propriétés

### Rayon
La formule suivante relie le rayon {\displaystyle r} du cercle inscrit et du rayon {\displaystyle \rho _{A}} du cercle {\displaystyle A}-mixtilinéaire d'un triangle {\displaystyle ABC} :{\displaystyle r=\rho _{A}\cdot \cos ^{2}{\frac {\alpha }{2}}}où {\displaystyle \alpha } est la mesure de l'angle en {\displaystyle A}.

### Relation aux points sur le cercle circonscrit
- La droite {\displaystyle T_{A}I} coupe l'arc {\displaystyle BC} en son milieu[4],[5].
- Le quadrilatère {\displaystyle T_{A}XAY} est harmonique, ce qui signifie que {\displaystyle T_{A}A} est une symédiane du triangle {\displaystyle XT_{A}Y}[1].

### Cercles liés au point de tangence avec le cercle circonscrit
{\displaystyle T_{A}BDI} et {\displaystyle T_{A}CEI} sont deux quadrilatères cycliques.

## Relation entre les trois cercles mixtilinéaires

Cercles mixtrilinéaires inscrits d'un triangle

Les trois droites {\displaystyle T_{A}A}, {\displaystyle T_{B}B} et {\displaystyle T_{C}C} concourent en un point, son nombre de Kimberling est X(56). Il est défini par des coordonnées trilinéaires {\displaystyle {\frac {a}{c+a-b}}:{\frac {b}{c+a-b}}:{\frac {c}{a+b-c}}} et coordonnées barycentriques {\displaystyle {\frac {a^{2}}{c+a-b}}:{\frac {b^{2}}{c+a-b}}:{\frac {c^{2}}{a+b-c}}} .

Cercles mixtrilinéaires exinscrits d'un triangle

Le centre radial des trois cercles inscrits mixtilignes est un point {\displaystyle J} qui divise {\displaystyle OI} avec rapport{\displaystyle OJ:JI=2R:-r}où {\displaystyle I,r,O,R} sont respectivement les centres et rayons des cercles inscrit et circonscrit.